# We The Young
We The Young is het debuutalbum van Willow. Het bevat verschillende stijlen, waaronder post-rock, alternatieve rock en synthpop. Het bevat vier singles: "Gold", "We walk alone", "Sweater" en "Two children".

## Tracklist
Alle muziek en teksten zijn geschreven door Willow. 
| Nr. | Titel               | Duur |
| --- | ------------------- | ---- |
| 1.  | Gold                | 3:36 |
| 2.  | Sweater             | 3:33 |
| 3.  | Two children        | 4:10 |
| 4.  | We walk alone       | 3:05 |
| 5.  | Weeping giants      | 3:32 |
| 6.  | Inner city          | 4:39 |
| 7.  | Sleep with diamonds | 4:55 |
| 8.  | House of love       | 3:37 |
| 9.  | Nerve               | 3:17 |
| 10. | Wasters             | 5:39 |